# Morciano di Leuca
Morciano di Leuca es una localidad italiana de la provincia de Lecce, región de Puglia, con 3.463 habitantes.

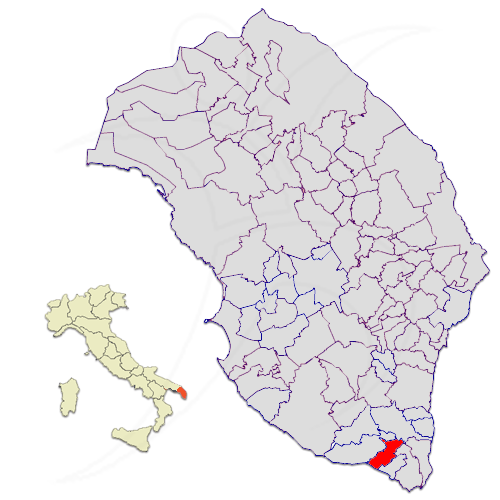
Ubicación de la ciudad de Morciano di Leuca dentro de la provincia de Lecce.

## Evolución demográfica
| Gráfica de evolución demográfica de Morciano di Leuca entre 1861 y 2001 |
|                                                                         |
| Fuente ISTAT - elaboración gráfica de Wikipedia                         |